# 4443 (1985 RD4)
4443 (1985 RD4) је астероид главног астероидног појаса чија средња удаљеност од Сунца износи 2,235 астрономских јединица (АЈ).
Апсолутна магнитуда астероида је 13,5.